# Костенко, Григорий Васильевич
Григорий Васильевич Костенко (1919—2004) — полковник Советской Армии, участник Великой Отечественной войны, Герой Советского Союза (1945).

## Биография
Григорий Костенко родился 30 января 1919 года в селе Летки (ныне — Броварский район Киевской области Украины). После окончания сельскохозяйственного техникума работал агрономом. В 1939 году Костенко был призван на службу в Рабоче-крестьянскую Красную Армию. В июле 1941 года он окончил Пензенское артиллерийское училище. С сентября того же года — на фронтах Великой Отечественной войны. Принимал участие в боях на 1-м, 2-м и 3-м Белорусских фронтах. К февралю 1945 года майор Григорий Костенко командовал дивизионом 666-го стрелкового полка 222-й стрелковой дивизии 33-й армии 1-го Белорусского фронта. Отличился во время форсирования Одера.
В ночь с 1 на 2 февраля 1945 года дивизион Костенко переправился через Одер в районе города Айзенхюттенштадт и захватил плацдарм на его западном берегу. На рассвете полк, в составе которого находился дивизион, успешно расширил плацдарм, захватив вражескую электростанцию. Немецкие войска предприняли ожесточённые контратаки танковыми и пехотными подразделениями, но всё они были отбиты.
Указом Президиума Верховного Совета СССР от 31 мая 1945 года за «успешное форсирование Одера и умелые действия по захвату и удержанию плацдарма на его западном берегу» майор Григорий Костенко был удостоен высокого звания Героя Советского Союза с вручением ордена Ленина и медали «Золотая Звезда» за номером 7715.
После окончания войны Костенко продолжил службу в Советской Армии. В 1949 году он окончил Высшую офицерскую артиллерийскую школу, в 1956 году — Военную артиллерийскую академию. В 1962 году в звании полковника Костенко был уволен в запас. Проживал в Киеве, активно занимался общественной деятельностью. 
Умер 18 апреля 2004 года, похоронен на Лесном кладбище Киева.
Был также награждён орденами Красного Знамени, Александра Невского, двумя орденами Отечественной войны 1-й степени, орденом Отечественной войны 2-й степени, двумя орденами Красной Звезды, рядом медалей.